# Aromia
Aromia es un género de escarabajos longicornios de la tribu Callichromatini.

## Especies
- Aromia bungii (Faldermann, 1835)
- Aromia malayana Hayashi, 1977
- Aromia moschata (Linné, 1758)
- Aromia moschata ambrosiaca (Steven, 1809)
- Aromia moschata cruenta Bogatchev, 1962
- Aromia moschata jankovskyi Danilevsky, 2007
- Aromia moschata malukhini Danilevsky, 2019
- Aromia moschata rosarum Lucas, 1847
- Aromia moschata sumbarensis Danilevsky, 2007
- Aromia moschata vetusta Jankovsky, 1934
- Aromia orientalis Plavilstshikov, 1933